# Dealul Corni (Subcarpații Moldovei)
Dealul Corni sau Dealul Bodești (603 m altitudinea maximă) este o structură anticlinală ce face parte din unitatea  de orogen situată pe flancul exterior al Carpaților Orientali - Subcarpații Moldovei.
Delimitare
Face parte din anticlinoriul Culmii Pleșului (format din Culmea Pleșu (911 m), Dealul Boiștea (Budaru), Dealul Corni (Bodești), Dealul Chicera, Dealul Runc și Glacisul Moldoveni). Se află în segmentul central al laturii externe a Subcarpaților Moldovei, segment cu un profil mai calm decât cel nordic (Culmea Pleșului) și decât cel sudic (Pietricica Bacăului) și mai coborât cu circa 200 m. Este situat între Munții Stânișoarei la vest – de care este despărțit de Șaua Bălțătești, Depresiunea Cracău-Bistrița la sud, Dealul Chicera la sud-est, valea Moldovei la est, Depresiunea Neamțului la nord-est și Dealul Boiștea (Budaru) la nord – (de care este despărțit de către Râul Topolița).
Este flancat – ca și căi de comunicație de către DN15C la est (pe porțiunea Bodești–Crăcăoani) și de DJ208G și DJ155I (pe porțiunea Dragomirești – Războienii de Jos – Petricani) spre est și nord.
Structură
Dealul este un rest al Piemontului Moldav, dezvoltat în sarmațian și distrus de către înălțarea Subcarpaților și a Podișului Moldovenesc, fiind format în acumulări fluvio-deltaice ale paleo-rețelei de râuri. Acumulările aparțin aparțin actual subunității piemontane a Podișului Moldovei. Dealul se diferențiază mai puțin clar, într-o zonă în care limita față de subunitatea respectivă trebuie urmărită la baza flancului vestic al al acestuia, în absența unor structuri cutate anticlinale ale molasei din avanfosă
Vegetația aparține etajului pădurilor de foioase, subetajul fagului.
Obiective locale de interes
- Biserica de lemn din Corni
- Mănăstirea Războieni
- Schitul Țibucani
- Mănăstirea Brădițel